# Miejska Biblioteka Publiczna we Włodawie
Miejska Biblioteka Publiczna we Włodawie – placówka kulturalna na terenie Włodawy, zajmująca się gromadzeniem, opracowaniem, przechowywaniem i udostępnianiem zbiorów, działalnością edukacyjną, kulturalną i informacyjną. Pełniąc funkcję biblioteki powiatowej sprawuje opiekę merytoryczną nad bibliotekami publicznymi powiatu włodawskiego.

## Historia
Historia włodawskiej biblioteki sięga 1944 roku, kiedy to rozpoczęto tworzyć jej księgozbiór, który został stworzony z rozproszonych zasobów przedwojennych wypożyczalni, darów od osób prywatnych oraz ze zbiórek i kwest w ramach Święta Książki Polskiej (1944 r.), a w kolejnych latach Dnia Święta Oświaty (1–3 maja).
16 stycznia 1946 r. Janina Bobrykowa (kierownik biblioteki 1945–1946) dokonała pierwszych wpisów do księgi inwentarzowej biblioteki. I to właśnie ta data uważana jest za dzień rozpoczęcia działalności Powiatowej Biblioteki Publicznej we Włodawie.
Pierwsza siedziba biblioteki znajdowała się przy ul. Wyzwolenia 28, w domu burmistrza miasta – Aleksandra Bera. W 1946 r. biblioteka mieściła się w budynku administracyjnym Starostwa Powiatowego we Włodawie przy ul. Klasztornej 3.
Formalna rejestracji biblioteki dokonał 28 lutego 1948 r. Antoni Kuczewski (kierownik biblioteki 1947–1948).
W połowie 1948 r. utworzono Miejską Bibliotekę Publiczną we Włodawie. Biblioteka była zlokalizowana w budynku administracyjnym Prezydium Miejskiej Rady Narodowej przy ul. Czerwonego Krzyża 17.
W 1952 r. Bibliotekę Miejską przeniesiono do Domu Ludowego (aktualnie Włodawski Dom Kultury) przy al. Stalina 14 (późniejszą al. Wyzwolenia 4, aktualnie al. Józefa Piłsudskiego 10). Publiczną Bibliotekę Powiatową zlokalizowano pod tym samym adresem.
11 marca 1955 r. realizując wytyczne Prezydium Wojewódzkiej Rady Narodowej, uchwałą Nr 30 Prezydium Powiatowej Rady Narodowej we Włodawie dokonano połączenia organizacyjnego obu placówek powołując Powiatową i Miejską Bibliotekę Publiczną. Ten stan trwał do 1975 r., kiedy w wyniku zmian struktury organizacyjnej kraju placówka została przekształcona w Miejską Bibliotekę Publiczną.
W 1997 r. władze samorządowe miasta na potrzeby biblioteki wykupiły budynek Nadbużańskich Zakładów Garbarskich. Od stycznia 1999 r. Miejska Biblioteka Publiczna we Włodawie rozpoczęła swoją działalność pod nowym adresem przy ul. Przechodniej 13.
Na mocy porozumienia zawartego 13 grudnia 2008 roku pomiędzy Zarządem Powiatu we Włodawie i Burmistrzem Włodawy, MBP z dniem 1 stycznia 2009 r. realizuje zadania z zakresu biblioteki powiatowej, sprawując opiekę instrukcyjno-metodyczną nad 14 placówkami bibliotecznymi 7 gmin (Hanna, Hańsk, Stary Brus, Urszulin, Wola Uhruska, Włodawa, Wyryki). Porozumienie obowiązywało do 2014 r. W 2015 r. nastąpiło odnowienie porozumienia i obowiązuje do dziś.
W latach 2011–2012 przeprowadzona została rozbudowa i modernizacja głównej siedziby MBP przy ul. Przechodniej 13 w ramach projektu realizowanego przez gminę miejską „Poprawa dostępności do zasobów Miejskiej Biblioteki Publicznej dla mieszkańców Włodawy”. Projekt realizowany był w ramach Osi Priorytetowej: VII: Kultura, turystyka i współpraca międzyregionalna, Działania 7.1 Infrastruktura kultury i turystyki Regionalnego Programu Operacyjnego Województwa Lubelskiego na lata 2007–2013. Wartość projektu wyniosła 3,6 mln zł, z tego kwota dofinansowania z Europejskiego Funduszu Regionalnego to 2 094 376,00 zł.
Na czas realizacji projektu (maj 2011 – wrzesień 2012) zbiory biblioteki głównej udostępniane były w tymczasowej siedzibie zlokalizowanej w Publicznym Gimnazjum Nr 1 we Włodawie przy ul. Szkolnej 7.
Uroczyste otwarcie nowo wyremontowanej biblioteki, działającej pod hasłem „Słowo – Muzyka – Obraz” nastąpiło 24 października 2012 r.
W 2014 r. w siódmej edycji konkursu „Polska Pięknieje – 7 Cudów Funduszy Europejskich” projekt „Poprawa dostępności do zasobów Miejskiej Biblioteki Publicznej dla mieszkańców Włodawy” uzyskał I miejsce w kategorii „Miejsce przyjazne dzieciom”.
W latach 2013–2020 Miejska Biblioteka Publiczna we Włodawie zdobywała tytuł „Najlepszej biblioteki w województwie lubelskim w RANKINGU BIBLIOTEK” organizowanym przez Instytut Książki i dziennik „Rzeczpospolita”. W 2016 r. zajęła II miejsce w klasyfikacji ogólnokrajowej oraz tytuł najlepszej biblioteki w województwie lubelskim w RANKINGU BIBLIOTEK”.
W 2018 r. uzyskała medal „W dowód uznania” za zasługi dla bibliotekarstwa oraz Stowarzyszenia Bibliotekarzy Polskich. W 2022 roku otrzymała Nagrodę  Ministra Kultury i Dziedzictwa Narodowego z okazji Jubileuszu 75-lecia działalności, a w 2023 roku Odznakę honorową „Zasłużony dla Kultury Polskiej". 
Na terenie miasta Włodawy prowadzą obecnie działalność następujące agendy biblioteczne i placówki filialne:
Biblioteka główna – ul. Przechodnia 13
- Wypożyczalnia dla Dorosłych
- Czytelnia dla Dorosłych
- Dział Regionalny
- Wypożyczalnia Oddziału dla Dzieci
- Czytelnia Internetowa

Filia Nr 5 – Aleja Józefa Piłsudskiego 66

## Rozwój sieci bibliotecznej
Rozwój sieci bibliotecznej w latach 1945–2014
- 1945-1946 organizowanie Biblioteki Powiatowej
- W 1964 r. wyodrębniono Oddział dla Dzieci. Początkowo zlokalizowany był w Powiatowym Domu Kultury, w późniejszych latach Oddział znajdował się kolejno: w budynku Młodzieżowego Domu Kultury przy ul. 11 listopada 5 (1971-1973), w budynku RSW „Prasa – Książka – Ruch” przy ul. Jasnej (1973-1990), w babińcu Wielkiej Synagogi przy ul. Czerwonego Krzyża 7 (1990-1998), by ostatecznie znaleźć swoje miejsce w lokalu przy ul. Przechodniej 13.
- W 1971 r. wyodrębniono Czytelnię dla Dorosłych.
- W 1974 r. otwarto sezonową Filię nr 1 zlokalizowaną w pawilonie recepcyjnym Ośrodka Sportu i Rekreacji w Okunince. Filia funkcjonowała do 1996 r.
- W 1976 roku otwarto dwie Filie: Filię nr 2 w Orchówku (wtedy dzielnica miasta), przeniesioną następnie na osiedle im. J. I. Kraszewskiego na ul. Estery 11, gdzie funkcjonowała do 2012 r. Filię nr 3 w hotelu Nadbużańskich Zakładów Garbarskich przy ul. II Warszawskiej Brygady Saperów (aktualnie al. Jana Pawła II), przeniesioną w 1991 do budynku administracyjnego Spółdzielni Mieszkaniowej przy ul Przechodniej 22, gdzie działała do 31.12.1998 r.
- W 1977 r. została otwarta Filia nr 4, uruchomiona w porozumieniu z Zespołem Opieki Zdrowotnej we Włodawie. Początkowo znajdowała się z pawilonie chirurgicznym ZOZ, następnie w pawilonie administracyjnym ZOZ (1989-1998).
- W 1985 r. powołana została Filia nr 5. Zlokalizowana początkowo na osiedlu wojskowym przy ul. Wojska Polskiego 8, w latach późniejszych mieściła się kolejno: (1998-2002) w budynku Spółdzielni Pracy przy al. Wyzwolenia 85 (aktualnie al. J. Piłsudskiego), (2002-2012) w lokalu przy ul. Wojska Polskiego 1. Aktualnie mieści się w budynku Zespołu Opieki Zdrowotnej przy al. J. Piłsudskiego 66.
- W 1999 wyodrębniona została Czytelnia dla dzieci i młodzieży. Znajdowała się w siedzibie głównej biblioteki, funkcjonowała do 2011 r.
- W 2004 powstała Czytelnia Internetowa. Od początku znajduje się w budynku głównym biblioteki.
- W 2013 r. po remoncie biblioteki powstał Dział Regionalny. Znajduje się w siedzibie głównej biblioteki przy ul Przechodniej 13.
- W 2014 r. na mocy umowy zawartej 16.07.2014 r pomiędzy Województwem Lubelskim a Gminą Miejska Włodawa, Miejska Biblioteka Publiczna we Włodawie przejęła filię biblioteki pedagogicznej.

## Kierownicy i dyrektorzy biblioteki
Kierownicy i dyrektorzy bibliotek od 1945 r. do chwili obecnej
- Janina Bobryk 1945-1946
- Antoni Kuczewski 1947-1948
- Kazimierz Brożek 1949
- Maria Bychawska 1950-1951
- brak danych za rok 1952
- Irena Grabowska 1953-1954
- Olga Potasińska 1954-1969
- Bogdan Łukaszewicz 1969-1973
- Witold Sulimierski 1973-1978
- Władysław Paszkowski 1978-2010
- Jacek Żurawski 2011-2020
- Dorota Redde-Sawczuk 2020-

## Nagrody
2013
Tytuł „Najlepszej biblioteki w województwie lubelskim w RANKINGU BIBLIOTEK” organizowanego przez Instytut Książki i dziennik „Rzeczpospolita”
2014
I miejsce w kategorii „Miejsce przyjazne dzieciom” w siódmej edycji ogólnopolskiego konkursu „Polska Pięknieje – 7 Cudów Funduszy Europejskich”
Tytuł „Najlepszej biblioteki w województwie lubelskim w RANKINGU BIBLIOTEK” organizowanego przez Instytut Książki i dziennik „Rzeczpospolita”
2015
Tytuł „Najlepszej biblioteki w województwie lubelskim w RANKINGU BIBLIOTEK” organizowanego przez Instytut Książki i dziennik „Rzeczpospolita”
2016
„II miejsce w rankingu oraz tytuł najlepszej biblioteki w województwie lubelskim w RANKINGU BIBLIOTEK” organizowanego przez Instytut Książki i dziennik „Rzeczpospolita”
2017
Tytuł „Najlepszej biblioteki w województwie lubelskim w RANKINGU BIBLIOTEK” organizowanego przez Instytut Książki i dziennik „Rzeczpospolita”
2018
Tytuł „Najlepszej biblioteki w województwie lubelskim w RANKINGU BIBLIOTEK” organizowanego przez Instytut Książki i dziennik „Rzeczpospolita”
Medal „W dowód uznania” za zasługi dla bibliotekarstwa oraz Stowarzyszenia Bibliotekarzy Polskich
2019
Tytuł „Najlepszej biblioteki w województwie lubelskim w RANKINGU BIBLIOTEK” organizowanego przez Instytut Książki i dziennik „Rzeczpospolita”
2020
Tytuł „Najlepszej biblioteki w województwie lubelskim w RANKINGU BIBLIOTEK” organizowanego przez Instytut Książki i dziennik „Rzeczpospolita”
2022
Nagroda Ministra Kultury i Dziedzictwa Narodowego z okazji Jubileuszu 75-lecia działalności
2023
Odznaka honorowa „Zasłużony dla Kultury Polskiej" 